# Souleymane M’baye
Souleymane M’baye (* 21. März 1975 in Clichy, Île-de-France, Frankreich) ist ein ehemaliger französischer Boxer im Halbweltergewicht. Er wurde vom britischen Promotor Frank Warren gemanagt und von William Gonzalez trainiert.
Am 2. September 2006 schlug er Raúl Horacio Balbi um den vakanten Weltmeistergürtel der World Boxing Association.